# Irgenhausen
Irgenhausen är en ortsdel i Pfäffikon i Schweiz. Den ligger i distriktet Bezirk Pfäffikon och kantonen Zürich. Irgenhausen ligger 557 meter över havet. Den ligger nära sjön Pfäffikersee, 18 km öster om Zürich.
I Irgenhausen finns lämningar av ett romerskt kastell.